# Đội tuyển bóng chày quốc gia Đài Bắc Trung Hoa
Đội tuyển bóng chày Đài Bắc Trung Hoa (chữ Hán: 中華臺北棒球代表隊; bính âm: Zhōnghuá Táiběi Bàngqiú Dàibiǎoduì; Hán-Việt: Đài Bắc Trung Hoa bổng cầu đại biểu đội) là đội tuyển cấp quốc gia của Trung Hoa Dân Quốc (Đài Loan). Đội bóng do Hiệp hội bóng chày Trung Hoa Đài Bắc quản lý. Họ được công nhận là một trong những đội tuyển bóng chày cấp quốc gia mạnh nhất. Hiện tại họ đứng thứ tư trên thế giới theo báo cáo của Liên đoàn bóng chày quốc tế, chỉ sau Cuba, Hoa Kỳ và Nhật Bản. Họ cũng liên tục duy trì vị trí hàng đầu trong các cuộc thi bóng chày quốc tế. Đội bóng thường do các vận động viên chuyên nghiệp đến từ Chinese Professional Baseball League của Đài Loan, Nippon Professional Baseball của Nhật Bản và Major League Baseball hay Minor League Baseball từ Hoa Kỳ.
Do áp lực chính trị thù địch từ Cộng hoà Nhân dân Trung Hoa trong các tổ chức thể thao quốc tế, đoàn phải tiếp nhận một cái tên thoả hiệp, từ Đội tuyển bóng chày quốc gia Trung Hoa Dân Quốc (chữ Hán: 中華民國棒球國家隊; bính âm: Zhōnghuá Mínguó Bàngqiú Guójiāduì; Hán-Việt: Trung Hoa Dân Quốc bổng cầu quốc gia đội) đổi thành Đội tuyển bóng chày Trung Hoa Đài Bắc.
Đội bóng tham gia vào nhiều giải đấu khu vực và quốc tế và đã đạt được nhiều thành công. Họ dành sáu danh hiệu trong Giải vô địch bóng chày châu Á, một huy chương đồng tại Thế vận hội 1984 tổ chức ở Los Angeles và một huy chương bạc tại Thế vận hội 1992 ở Barcelona. Thành công gần đây của họ là dành huy chương vàng tại Á vận hội 2006 tổ chức ở Doha trong một chiến thắng càn quét đánh bại các đội tuyển Hàn Quốc, Thái Lan, Trung Quốc, Philippines và cuối cùng đánh bại đối thủ Nhật Bản. Họ cũng dành vị trí thứ 8 trong World Baseball Classic 2013 gần đây.

## Đồng phục
| Trước 1984    | Trước 1984    | 1984 đến 1999 | 1984 đến 1999 |
| ------------- | ------------- | ------------- | ------------- |
| Sân nhà       | Sân khách     | Sân nhà       | Sân khách     |
| 1999 đến 2003 | 1999 đến 2003 | 2003 đến nay  | 2003 đến nay  |
| Sân nhà       | Sân khách     | Sân nhà       | Sân khách     |

## Tranh cãi tên gọi

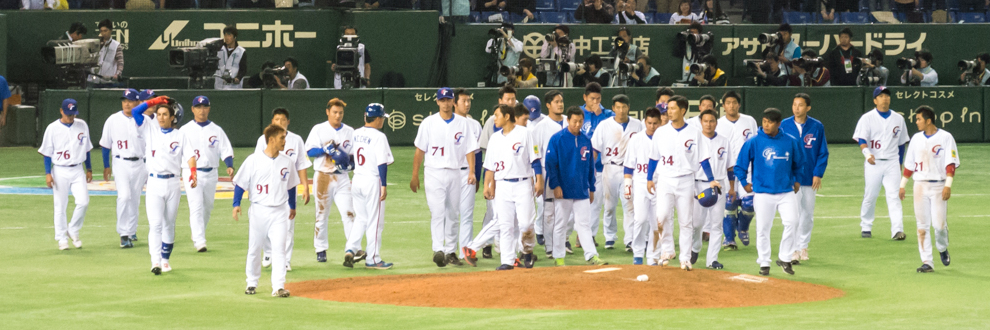
Đội tuyển Đài Bắc Trung Hoa sau một trận đấu vào năm 2013

Năm 1954, khi đội tuyển lần đầu tiên tham dự Giải vô địch bóng chày châu Á đã thi đấu với tên gọi United Team of Taiwan. Kể từ khi Trung Hoa Dân Quốc bị trục xuất khỏi Liên Hợp Quốc vào năm 1971, Đội tuyển bóng chày quốc gia Trung Hoa Dân Quốc bị buộc phải thi đấu quốc tế dưới cái tên Đài Bắc Trung Hoa do áp lực ngoại giao của Cộng hoà Nhân dân Trung Hoa thông qua Chính sách Một Trung Quốc. Ở Đài Loan thì được gọi với cả hai cái tên là 中華隊 (bính âm: Zhōnghuá Duì; Hán-Việt: Trung Hoa đội; nghĩa là đội Trung Hoa) hay 台灣隊 (bính âm: Táiwān Duì; Hán-Việt: Đài Loan đội; nghĩa là đội Đài Loan).